# Castillo de Huerta de Valdecarábanos
El castillo de Huerta de Valdecarábanos es una fortificación del municipio español de Huerta de Valdecarábanos, hoy día en ruinas.

## Descripción
Los restos del castillo se encuentran al norte del casco urbano de la localidad toledana de Huerta de Valdecarábanos, en Castilla-La Mancha. La fortificación fue propiedad en el pasado de la Orden de Calatrava.
Las ruinas habrían quedado protegidas de forma genérica el 22 de abril de 1949, mediante un decreto publicado el 5 de mayo de ese mismo año en el Boletín Oficial del Estado con la rúbrica del dictador Francisco Franco y del ministro de Educación Nacional José Ibáñez Martín, que sostenía que «Todos los castillos de España, cualquiera que sea su estado de ruina, quedan bajo la protección del Estado». En la actualidad contarían con el estatus de Bien de Interés Cultural.